# Bückwitzer See und Rohrlacker Graben
Das Naturschutzgebiet Bückwitzer See und Rohrlacker Graben liegt auf dem Gebiet der Gemeinde Wusterhausen/Dosse im Landkreis Ostprignitz-Ruppin in Brandenburg.
Das rund 157 ha große Gebiet mit der Kenn-Nummer 1396 wurde mit Verordnung vom 25. September 2001 unter Naturschutz gestellt. Das Naturschutzgebiet mit dem Bückwitzer See und dem Rohrlacker Graben erstreckt sich nördlich und östlich von Bückwitz, einem Ortsteil der Gemeinde Wusterhausen/Dosse. Die B 167 durchquert das Gebiet, westlich verläuft die B 5.

## Bedeutung
Das Gebiet repräsentiert einen eiszeitlich geprägten See des Brandenburgischen Jungmoränenlandes im Übergangsbereich zwischen der Ruppiner Platte und dem Unteren Rhinluch.